# Ligne de Prusse-Orientale
 (janvier 2017).
Si vous disposez d'ouvrages ou d'articles de référence ou si vous connaissez des sites web de qualité traitant du thème abordé ici, merci de compléter l'article en donnant les références utiles à sa vérifiabilité et en les liant à la section « Notes et références ».

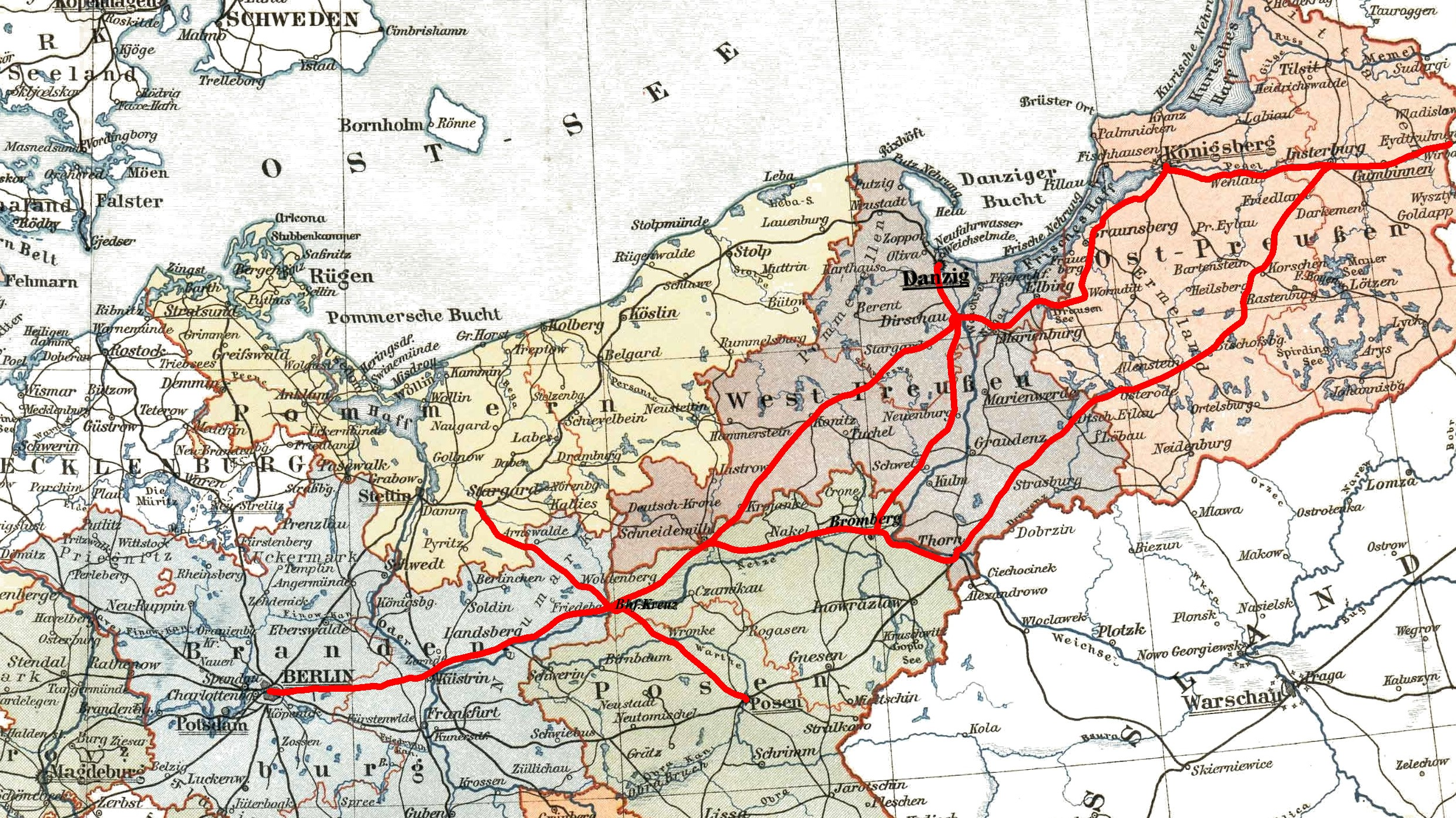
Tracé de la ligne et de ses ramifications avant la Première Guerre mondiale.

La ligne de Prusse-Orientale (en allemand : Preußische Ostbahn ; en polonais : Pruska Kolej Wschodnia), également appelée ligne orientale (Ostbahn) en abrégé, était une ligne des Chemins de fer d'État de la Prusse qui reliait Berlin, la capitale, à la province de Prusse-Orientale au long des 740 kilomètres via Königsberg jusqu'à la frontière de l'Empire russe près d'Eydtkuhnen, nom allemand de Tchernychevskoïe qui se situe à l'actuelle frontière entre l'oblast de Kaliningrad et la Lituanie. 
À partir de 1849, plusieurs tronçons de la ligne ont été construits par étapes. Avec l'inauguration de la gare de l'Est à Berlin en 1867, les trains puissent circuler sur toute sa longueur, notamment le Nord-Express reliant Paris à Saint-Pétersbourg dès 1896. Depuis que la frontière Oder-Neisse et l'oblast de Kaliningrad furent établis à la suite de la conférence de Potsdam en 1945, la ligne est partagée en plusieurs voies entre les réseaux ferroviaires en Allemagne, en Pologne et en Russie.

## Description

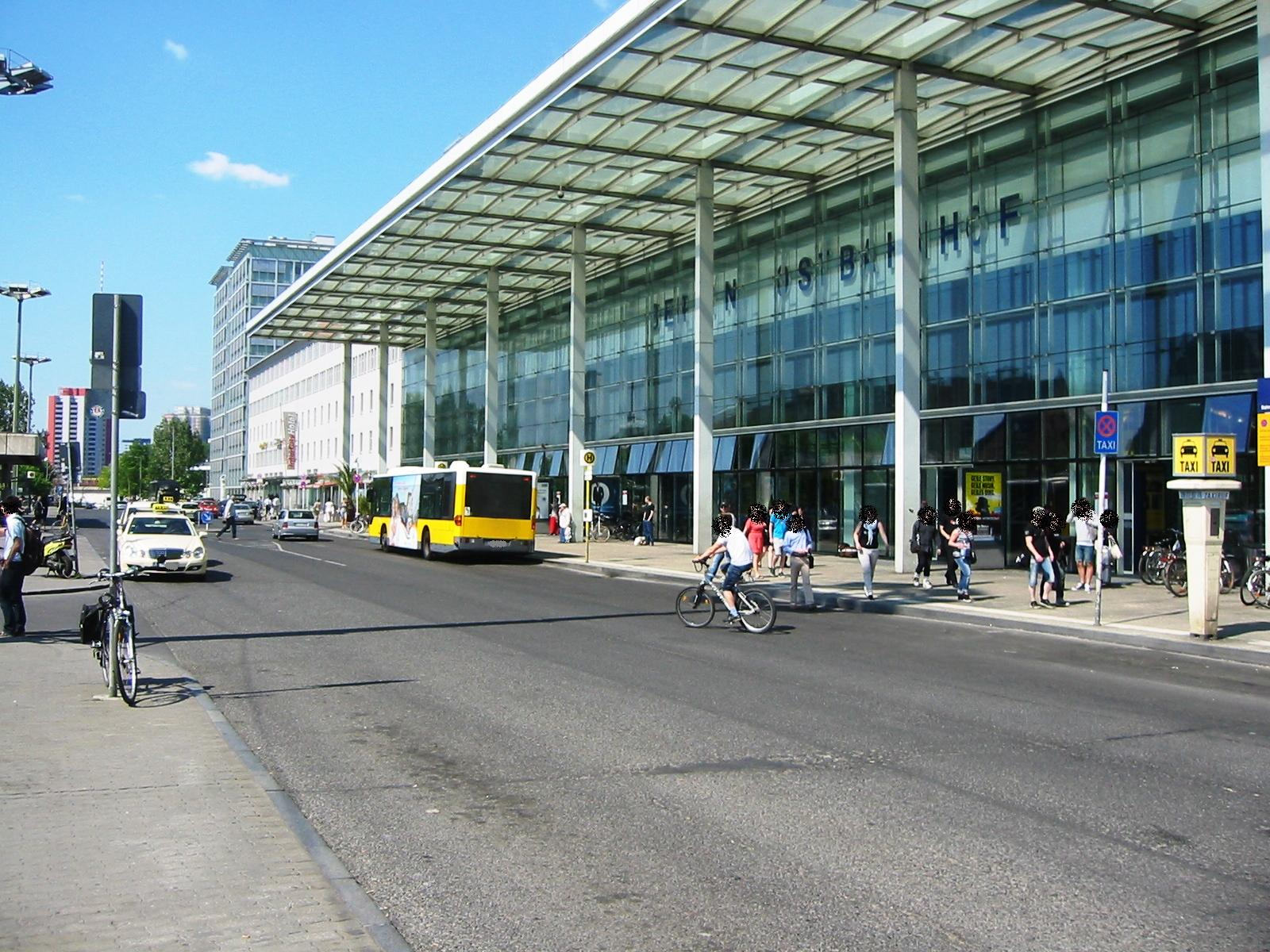
Gare de l'Est à Berlin.

Depuis 1882, la ligne part de l'actuelle gare berlinoise de l'Est (l'ancienne gare de Silésie) vers le nord-est via Berlin Ostkreuzet et Lichtenberg et atteint la frontière polonaise à Küstrin-Kietz sur l'Oder. 
Elle traverse le nord de la Pologne en desservant les villes de Kostrzyn, Piła et Tczew où elle suit le tracé de la ligne de Varsovie à Gdańsk jusqu'à Malbork. De là, elle passe via Elbląg à Braniewo et la frontière de l'oblast de Kaliningrad. 
La ligne continue à travers de l'enclave russe en desservant les gares de Mamonovo et de Kaliningrad-Passajirski. Le dernier tronçon conduit à Tchernychevskoïe sur la frontière lituanienne. La ligne se poursuit ensuite de Kybartai vers Kaunas en Lituanie.

## Histoire

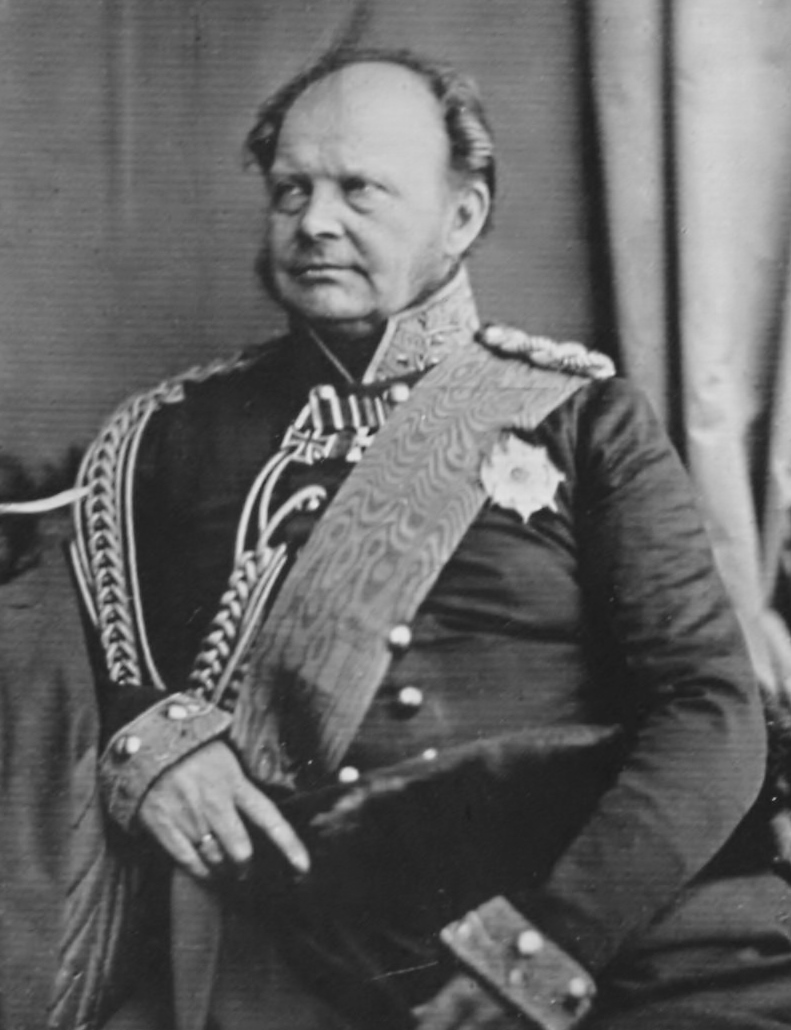
Frédéric-Guillaume IV de Prusse en 1847.

Pour des raisons stratégiques depuis les années 1840, l'armée prussienne envisage l'édification d’une ligne rejoignant la frontière avec l'Empire russe. Après quelques hésitations, le roi Frédéric-Guillaume IV soutient le projet, également en raison de promouvoir la construction d'infrastructures dans les provinces de Poméranie et de Prusse-Orientale moins développées ; le financement public a toutefois été rejeté par le Parlement uni prussien en 1847.
Il a fallu attendre août 1849 - après les événements de la révolution de Mars - pour que les conditions de financement par l'État de Prusse soient ajustées de façon substantielle. Le projet de loi pour la construction ferroviaire a été approuvé le 7 décembre 1849. Il s'agit du premier grand chantier des Chemins de fer d'État de la Prusse (Preußische Staatseisenbahnen) sous l'égide du ministre du commerce August von der Heydt. 
La première partie de la ligne menant du carrefour avec la ligne Posen–Stettin à Kreuz (Krzyż) via Schneidemühl (Piła) jusqu'à Bromberg (Bydgoszcz) ouvre le 27 juillet 1851 ; le prolongement vers Dirschau (Tczew), avec de liaison à Dantzig, suivit le 6 août 1852. Le tronçon reliant Dirschau et Marienbourg (Malbork) par le ferroviaire sur la Vistule fut achevé le 12 octobre 1857 et le terminus à Eydtkuhnen est rejoint le 15 août 1860. Le voyage va plus loin jusqu'à la gare de Virbalis (Wirballen ; en russe : Вержболово) près de Kybartai, le  lieu de correspondance avec le réseau à écartement russe du Chemin de fer Saint-Pétersbourg-Varsovie. La partie la plus occidentale entre Custrin (Kostrzyn) et la gare de l'Est à Berlin fut inaugrée le 1er octobre 1867. À partir de 1882, la ligne dispose d'un raccordement direct à la Stadtbahn de Berlin via la gare de Silésie.
En mars 1880, la longueur totale de la ligne et de ses ramifications atteint 2 210 km, en incluant la ligne parallèle principale de Bromberg et Thorn (Toruń) vers Insterbourg. 
La ligne est utilisée jusqu'en 1919 et la mise en place du corridor de Dantzig, à la suite du traité de Versailles qui scinde l'État libre de Prusse en deux parties. Le dernier train de Kaliningrad à Berlin circule le 22 janvier 1945. De nos jours, de nombreux tronçons de la ligne sont encore utilisés par les sociétés de chemins de fer des trois pays traversés : Allemagne, Pologne et Russie.